# Limnonectes micrixalus
Espèce
Synonymes
- Rana micrixalus Taylor, 1923

Statut de conservation UICN

 DD  : Données insuffisantes
Limnonectes micrixalus est une espèce d'amphibiens de la famille des Dicroglossidae.

## Répartition
Cette espèce est endémique de l'île de Basilan aux Philippines.
Sa présence à Mindanao est incertaine.

## Publication originale
- Taylor, 1923 : Additions to the herpetological fauna of the Philippine Islands, III. Philippine Journal of Science, vol. 22, p. 515-557 (texte intégral).